# Marija Andreevna Matveeva
Contessa Marija Andreevna Matveeva, in russo Мария Андреевна Румянцева? (14 aprile 1699 – 4 maggio 1788), è stata una nobildonna russa.

## Biografia
Discendente da un'antica famiglia nobile russa, Marija era la figlia del conte Andrej Artamonovič Matveev, e della sua prima moglie, Anna Stepanovna Aničkova. Ricevette un'educazione europea, trascorrendo i primi anni della sua vita a Vienna e a L'Aia, dove il padre è stato ambasciatore fino al 1710.
Parlava correntemente francese, era un'eccellente ballerina. La sua bellezza e la sua vivacità attirò l'attenzione di Pietro I.

## Matrimonio
Il 10 luglio 1720, con una ricca dote data dal re, sposò Aleksandr Ivanovič Rumjancev, che ricevette il grado di generale di brigata. Ebbero quattro figli:
- Ekaterina Aleksandrovna (1721-1786), sposò Nikolaj Michajlovič Leont'ev, ebbero un figlio;
- Pëtr Aleksandrovič (1725-1796);
- Praskov'ja Aleksandrovna (1729-1786), sposò Jakov Aleksandrovič Brjus, ebbero una figlia;
- Dar'ja Aleksandrovna (1730-1817), sposò in prime nozze il conte Franz Joseph Waldstein, ebbero una figlia, e in seconde nozze il principe Jurij Nikitič Trubeckoj, ebbero due figli.

Nel 1725, il marito era a Costantinopoli, Marjia rimase a Mosca, dove diede alla luce il loro secondo figlio, che è stato battezzato in onore dello zar. Il granduca Nikolaj Michajlovič riferì che il padre del ragazzo non era suo marito ma lo stesso Pietro.
Dopo che il marito cadde in disgrazia e fu privato del suo rango, lei e i bambini sono stati mandati a vivere nel villaggio di Alatyr', dove visse per circa tre anni.
Nel 1735 al marito fu restaurato il grado di tenente generale e nominato governatore di Astrachan' e poi Kazan'. Nel 1738 suo marito fu nominato governatore dell'Ucraina, e la famiglia si trasferì a Kiev, dove mantenne i contatti con la principessa Elisabetta. Nel 1740 il marito venne nominato ambasciatore a Costantinopoli.
Nel 1744 Elisabetta gli affidò il compito di educare la futura Caterina II.
Nel 1749 rimase vedova, ma continuò a vivere a corte.

## Morte
Morì il 4 maggio 1788 e fu sepolta nella chiesa dell'Annunciazione del Monastero di Aleksandr Nevskij.